# Barbora Burbaitė-Eidukevičienė
Barbora Burbaitė-Eidukevičienė, född 1867, död 1939, var en litauisk läkare. Hon blev 1892 den första kvinnliga läkaren i Litauen.